# Deshilado de Aguascalientes

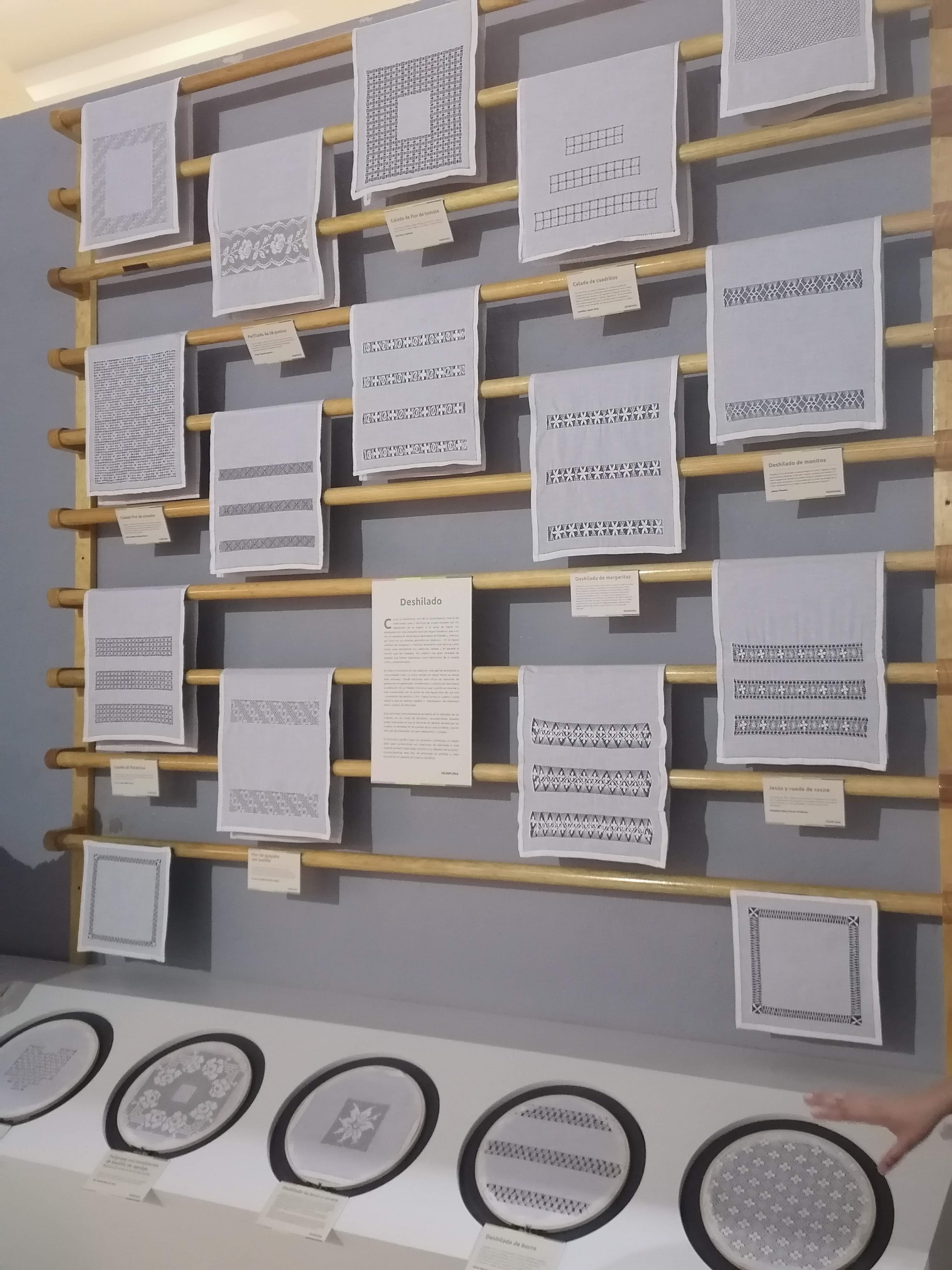

El deshilado es una técnica artesanal de Aguascalientes que consta de deshacer de forma ordenada tramos de tela para crear patrones y diseños. Puede ser hecho de forma manual o con máquina, en este caso, se habla del deshilado manual y artesanal. 

## Origen del deshilado
Desde mediados del siglo XlX el deshilado está presente en el territorio hidrocálido, aunque no se tienen datos ni fechas exactas de la forma en que llega a México se cree que es por influencia francesa, actualmente ya se considera parte de las actividades propias artesanales del estado.
El investigador holandés S.J Smith calculaba que el deshilado llega en 1861, ya que en ese momento sucedía la invasión francesa a México.
Después de ello el conocimiento y enseñanza de la técnica comenzó a expandirse: por el occidente llegó hasta San Juan de los Lagos; por el oriente, hasta Ojuelos; por el sur, muy cerca de Lagos de Moreno; al norte, hasta Ojo Caliente; al suroeste, hasta Calvillo y sus comunidades. Siendo el último, el municipio de Calvillo, el lugar donde más se realiza deshilado, donde se preserva y enseña.

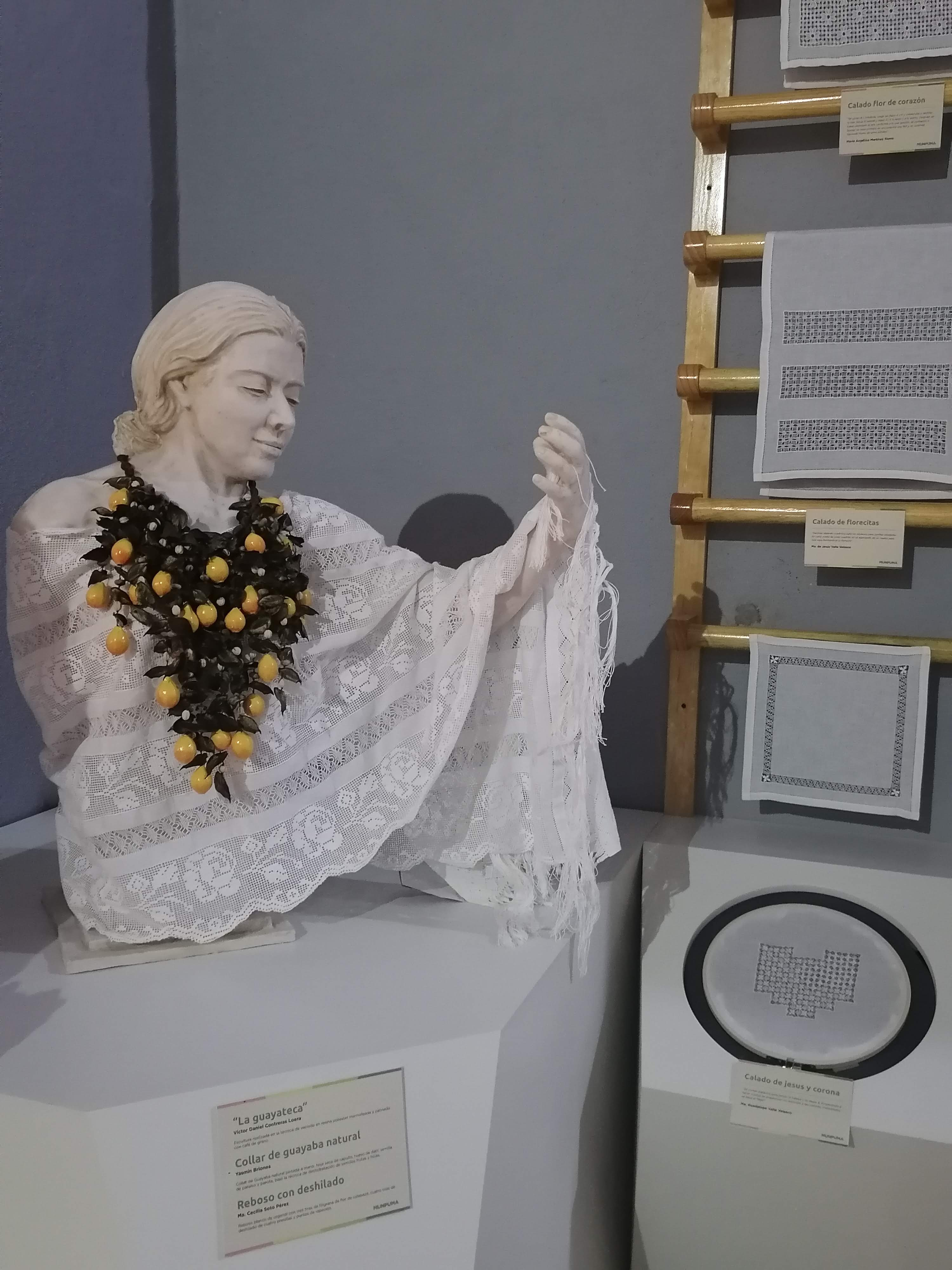
Exhibición de deshilados en la sala del museo nacional de pueblos mágicos de Calvillo, Aguascalientes, México

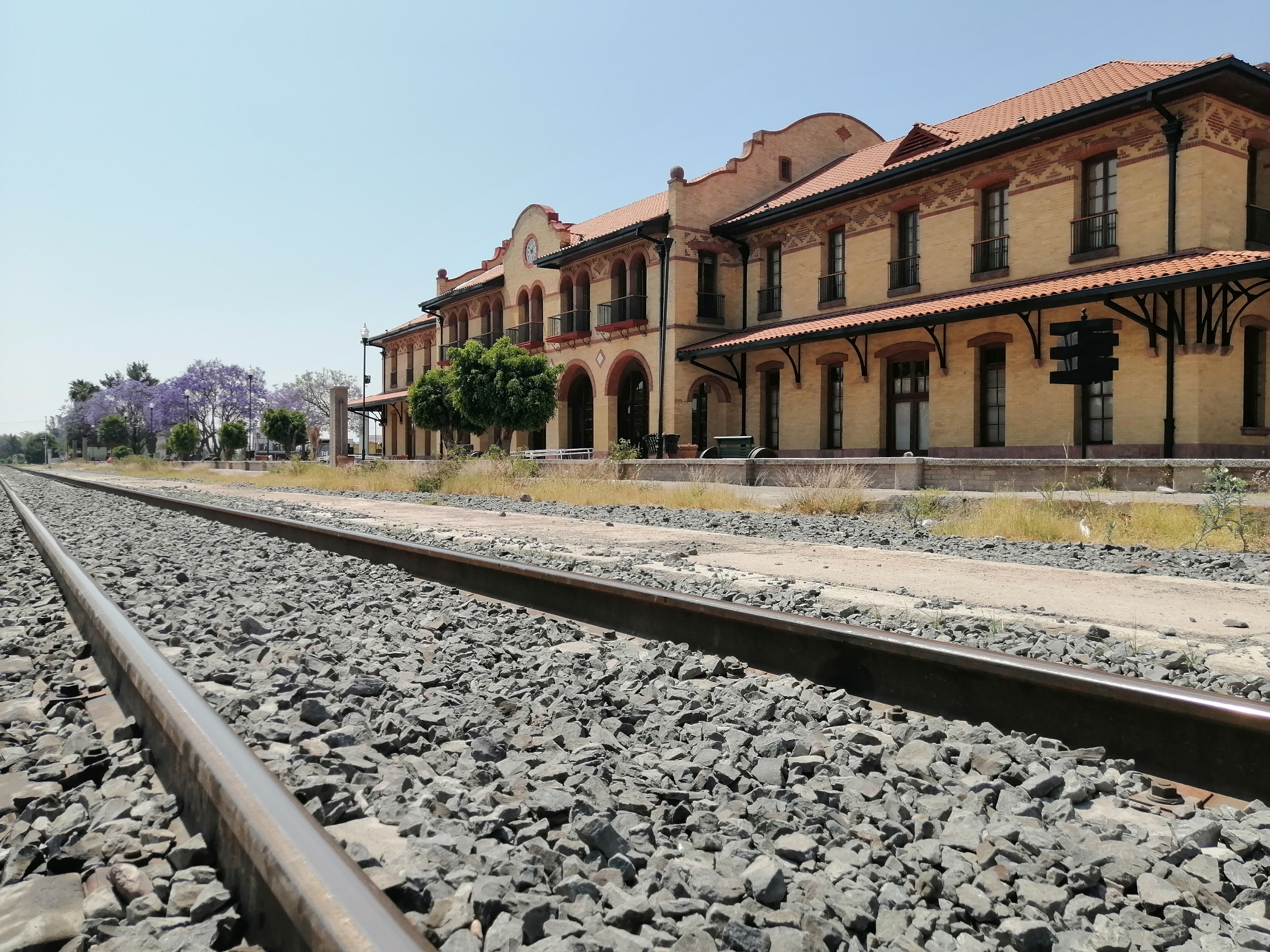

### Comercio del deshilado
Parte del auge del deshilado durante el siglo XlX se debe a la llegada del ferrocarril, al comercio que las instalaciones de este trajo para la emergente ciudad de Aguascalientes. Las mujeres, quien en su mayoría, fueron las aprendices de la técnica, llevaban a las orillas de las vías del tren a vender sus creaciones y productos deshilados. 
Comenzó a conocerse por el turismo que arribó con el ferrocarril, después con la creación de talleres familiares, de los cuales sus creaciones eran las que adornaban las casas de los habitantes de la ciudad, para dar un salto más grande y formar parte de la industria textil con las casas comerciales más grandes de la zona.
Según el investigador S.J Smith "la industria textil ocupaba el 22% del total de trabajadores industriales registrados para 1945; la época entre 1945 y 1950 es llamada periodo institucional, en esta se comenzaron a introducir productos de bordado y deshilado artesanales, repercutiendo en el volumen de producción.

### Caída del deshilado
Después de 1965 comenzaron a multiplicarse los talleres de bordado y deshilado a mano, ante tanta oferta las ventas comenzaron a descender. Otro factor, en las prendas de vestir, es que dejaban de comercializarse tan fácil por la falta de innovación en sus diseños, al ser siempre los mismos pasaron a ser olvidados. Sin embargo, los y las productoras de artesanías, contando también a los talleres industriales, decidieron enfocarse en la creación de otros productos textiles para continuar con su comercio.

### ¿Quiénes hacen el deshilado?
Gran parte de la población artesana dedicada al deshilado se conforma de mujeres. Quienes al paso de los años y las prácticas artesanales, sufren de distintos desgastes físicos, perdida paulatina de la vista; cuya causa es por adaptar la vista a la práctica cotidiana en distintas luces y momentos del día. Otro de los padecimientos en las artesanas reside en sus manos, empleadas a trabajos de formato miniatura, las cuales terminan entumidas y con la forma para detener la aguja.

### La artesanía convertida en danza
El baile de las deshiladoras es poco conocido y ejecutado en escenarios dancísticos recientes. El texto de la canción es del historiador aguascalentense Carlos Reyes Sahagún: 
“En un rincón de la sala,
en el patio de la casa,
las mujeres bordan sueños
en las telas deshiladas.
¿Qué es el tergal sin tus manos,
el lino y el algodón?
Piezas de tela bonita
esperando la labor.
Con puntadas aprendidas
desde la tierna niñez,
va la mujer deshilando
hasta llegar a la vejez”
Musicalizado por el maestro Fernando Edrehira Macías.